# Operacja użycka
Operacja użycka (oryg. Ужичка република) – jugosłowiański film wojenny z 1974 roku, w reżyserii Žiki Mitrovicia.  

## Opis fabuły
Akcja filmu rozgrywa się w 1941 i przedstawia historię kilku miesięcy funkcjonowania partyzanckiej republiki w okolicach Užic i jej upadek. Na tym tle dojrzewa uczucie Boro (członka sztabu partyzanckiego) i nauczycielki Nady. W filmie pojawiają się postacie historyczne: Draža Mihailović i Josip Broz Tito.
Film otrzymał dwie nagrody Złotej Areny na Festiwalu Filmowym w Puli - dla najlepszego filmu i dla aktorki drugoplanowej (Ružica Sokić)

## Obsada
- Boris Buzančić jako Boro
- Božidarka Frajt jako Nada
- Rade Šerbedžija jako major czetników Kosta Barac
- Aljoša Vučković jako kapitan Luka
- Marko Nikolić jako Klaker
- Branko Milićević jako Misza
- Neda Arnerić jako Jelena
- Pere Prličko jako lekarz
- Dušan Vojnović jako Sawa
- Marko Todorović jako Josip Broz Tito
- Ružica Sokić jako Mira
- Mija Aleksić jako Toza